# Motorcity
Motorcity es una serie de televisión animada estadounidense creada por Chris Prynoski. Es producido por Titmouse, Inc. y Disney Television Animation. La serie se desarrolló del 30 de abril de 2012 al 7 de enero de 2013 en Disney XD.
El 5 de noviembre de 2012, la serie fue cancelada después de una temporada.

## Sinopsis
Este espectáculo ocurre en una Detroit futurista ficticia, que es una metrópolis elevada construida sobre la antigua Detroit, clasificada como Detroit Deluxe. Es propiedad del malvado multimillonario Abraham Kane (Mark Hamill). Gobernando a los ciudadanos bajo leyes estrictas y prohibiendo las libertades personales, incluido el transporte en automóvil, Kane ahora enfrenta un último obstáculo: un grupo de rebeldes que manejan autos deportivos que se hacen llamar los Quemadores. Dirigidos por el ex cadete de Kane, Mike Chilton (Reid Scott), los Quemadores se alzan para evitar que Kane conquiste el último oasis de libertad de Detroit: un refugio subterráneo llamado Motorcity.

## Episodios
| n.º | Título                                                              | Dirigido por | Escrito por | Fecha de emisión original | Fecha de emisión Latinoamérica        | Código producción | Audiencia (millones) |
| --- | ------------------------------------------------------------------- | ------------ | ----------- | ------------------------- | ------------------------------------- | ----------------- | -------------------- |
| 1   | «La batalla por Motorcity» «Battle for Motorcity»                   | —            | —           | 30 de abril de 2012       | 16 de septiembre de 2012 (Preestreno) | MC101             | 0.48                 |
| 2   | «Viaje extremo» «Power Trip»                                        | —            | —           | 7 de mayo de 2012         | 29 de septiembre de 2012 (Preestreno) | MC102             | 0.41                 |
| 3   | «Dominando al relámpago» «Ride the Lightning»                       | —            | —           | 14 de mayo de 2012        | —                                     | MC103             | 0.25                 |
| 4   | «¡Texifícalo!» «Texas-ify It!»                                      | —            | —           | 21 de mayo de 2012        | —                                     | MC105             | 0.3                  |
| 5   | «El Duque de Detroit» «The Duke of Detroit '»                       | —            | —           | 7 de junio de 2012        | —                                     | MC104             | 0.2                  |
| 6   | «Venganza» «Vendetta»                                               | —            | —           | 14 de junio de 2012       | —                                     | MC110             | 0.4                  |
| 7   | «Trueno rubio» «Blond Thunder»                                      | —            | —           | 21 de junio de 2012       | —                                     | MC107             | 0.3                  |
| 8   | «El regreso de Dutch» «Going Dutch»                                 | —            | —           | 28 de junio de 2012       | —                                     | MC109             | 0.3                  |
| 9   | «Un juego demasiado real» «Ride of the Fantasy Vans»                | —            | —           | 5 de julio de 2012        | —                                     | MC111             | 0.3                  |
| 10  | «El Duque de Detroit presenta...» «The Duke of Detroit Presents...» | —            | —           | 12 de julio de 2012       | —                                     | MC112             | 0.3                  |
| 11  | «Listo para usar» «Off the Rack»                                    | —            | —           | 19 de julio de 2012       | —                                     | MC106             | 0.3                  |
| 12  | «Sin miedo» «Fearless»                                              | —            | —           | 19 de octubre de 2012     | —                                     | MC108             | 0.2                  |
| 13  | «Noche de embrujo» «Mayhem Night»                                   | —            | —           | 26 de octubre de 2012     | —                                     | MC118             | 0.2                  |
| 14  | «De tal palo, tal astilla» «Like Father, Like Daughter»             | —            | —           | 2 de noviembre de 2012    | —                                     | MC114             | 0.3                  |
| 15  | «Reencuentro» «Reunión»                                             | —            | —           | 3 de diciembre de 2012    | —                                     | MC113             | —                    |
| 16  | «Julie y las Amazonas» «Julie and the Amazons»                      | —            | —           | 10 de diciembre de 2012   | —                                     | MC115             | —                    |
| 17  | «Rodeo de robots» «The Robo-Roundup»                                | —            | —           | 17 de diciembre de 2012   | —                                     | MC116             | —                    |
| 18  | «Nivel de amenaza: ¡Texas!» «Threat Level: Texas!»                  | —            | —           | 24 de diciembre de 2012   | —                                     | MC117             | —                    |
| 19  | «Vega» «Vega»                                                       | —            | —           | 31 de diciembre de 2012   | —                                     | MC119             | —                    |
| 20  | «Un mañana mejor» «A Better Tomorrow»                               | —            | —           | 7 de enero de 2013        | —                                     | MC120             | —                    |

## Posible regreso
El 29 de abril de 2013, el miembro de la tripulación George Krstic publicó un tuit que el estudio Titmouse, Inc. estaba teniendo una reunión para traer de vuelta Motorcity y Megas XLR. Hasta el momento no se ha confirmado ninguna reunión ni idea.